# Талиши
Талиши (Талиш, Талеши) иранска су етничка група настањена у региону између Азербејџана и Ирана, који обухвата Јужни Кавказ и југозападну обалу Каспијског језера. Антрополошки припадају иранском народу индоевропске породице. Они говоре талишки језик, један од северозападних иранских језика. Овај језик се говори у северним деловима иранских покрајина Гилан и Ардабил и јужних делова Азербејџанске Републике. У Ирану постоји Талески округ у Гилану. 
Талиши је претежно руралан народ који говори северозападним иранским језиком. У попису из 1999. године у Азербејџану је забележено 76.800 Талиша (1 проценат укупне популације), иако незваничне процене стављају њихов број на између 200.000 и 300.000. Талиш је културно близак Азерисима који су још познати као Толиш или Талуш. Они су концентрисани у јужном Азербејџану и подручјима која су у суседству са Ираном.

## Демографија
| Талиши групе                                                                      | Талиши групе |
| --------------------------------------------------------------------------------- | ------------ |
| Азербејџан: 600.000 (2009 ) Иран: 430,000 Русија: 2,548 Украјина: 133 Естонија: 6 |              |

Према руском попису из 1897. године било је 34.994 Талиша у гувернерату Баку.
Према попису из 1926. године, у Азербејџану је било 77.039 Талиша. Од 1959. до 1989. године, Талиш није био укључен као посебна етничка група у било који попис, већ су били укључени у групу људи који говоре турски у Азербејџану, иако Талиш говори иранским језиком. 1999. године, азербејџанска влада је тврдила да у Азербајџану има само 76.800 Талиша, али се сматра да је то подзаступљеност због проблема са регистрацијом као Талиш. Неки тврде да 600.000 Талиша насељује јужне покрајине Азербејџана.  Добијање тачних статистичких података је тешко, због недоступности поузданих извора, брака и пада талишког језика. 
Талишови националисти су увек тврдили да је број Талиша у Азербејџану знатно виши од званичне статистике. Радио Слободна Европа изразио је забринутост због хапшења Новрузалија Мамедова, председника културног центра Талиш и главног уредника листа Толиши Садо.
Према интервјуу америчке владе са Килалом Мамедовим, активистом за права Талиша, г. Мамедов: "Оптужио је азербејџанско руководство да су турскги националисти и да су покушали да сузбију етничке мањине" .... Он је рекао да руководство азербејџана покушава да минимизира контакте између талишких заједница у Азербејџану и Ирану.

## Језик
Језик талиш је северозападозападни ирански језик који се говори у северним областима иранских покрајина Гилан и Ардабил и јужних регија Азербејџанске Републике. Талиш језик је уско повезан са језиком Тати. Историјски гледано, језик и његови људи могу се пратити кроз средњи ирански период до древних Медеса. Укључује многе дијалекте обично подељене у три главне групе: северни (у Азербејџану и Ирану), централни (Иран) и јужни (Иран). 
Постоји широк спектар процена броја талишких говорника са поузданим проценама које се крећу од 500.000 до 1 милион. Талиши је делимично, али не и потпуно разумљив у погледу перзијског језика. Талиш је класификован као "рањив" од УНЕСКО-овог Атласа светских језика у опасности.
Нема статистичких података о броју говорника Талиша у Ирану, али процене показују да њихов број износи око милион. Талиш националисти тврде да је број Талиша у Азербајџану око 835.000. Број талишких говорника у 2003. години процијењен је на најмање 400.000 у Азербејџанској Републици. Према неким изворима, азербејџанска влада је такође спровела политику снажне интеграције свих мањина, укључујући Талиш, Тат и Лезгинс.

## Религија
Религија Талиша је ислам, са мањинама сунитских, хришћанских и зороастриских присталица. 